# الطاقة المتجددة في إثيوبيا

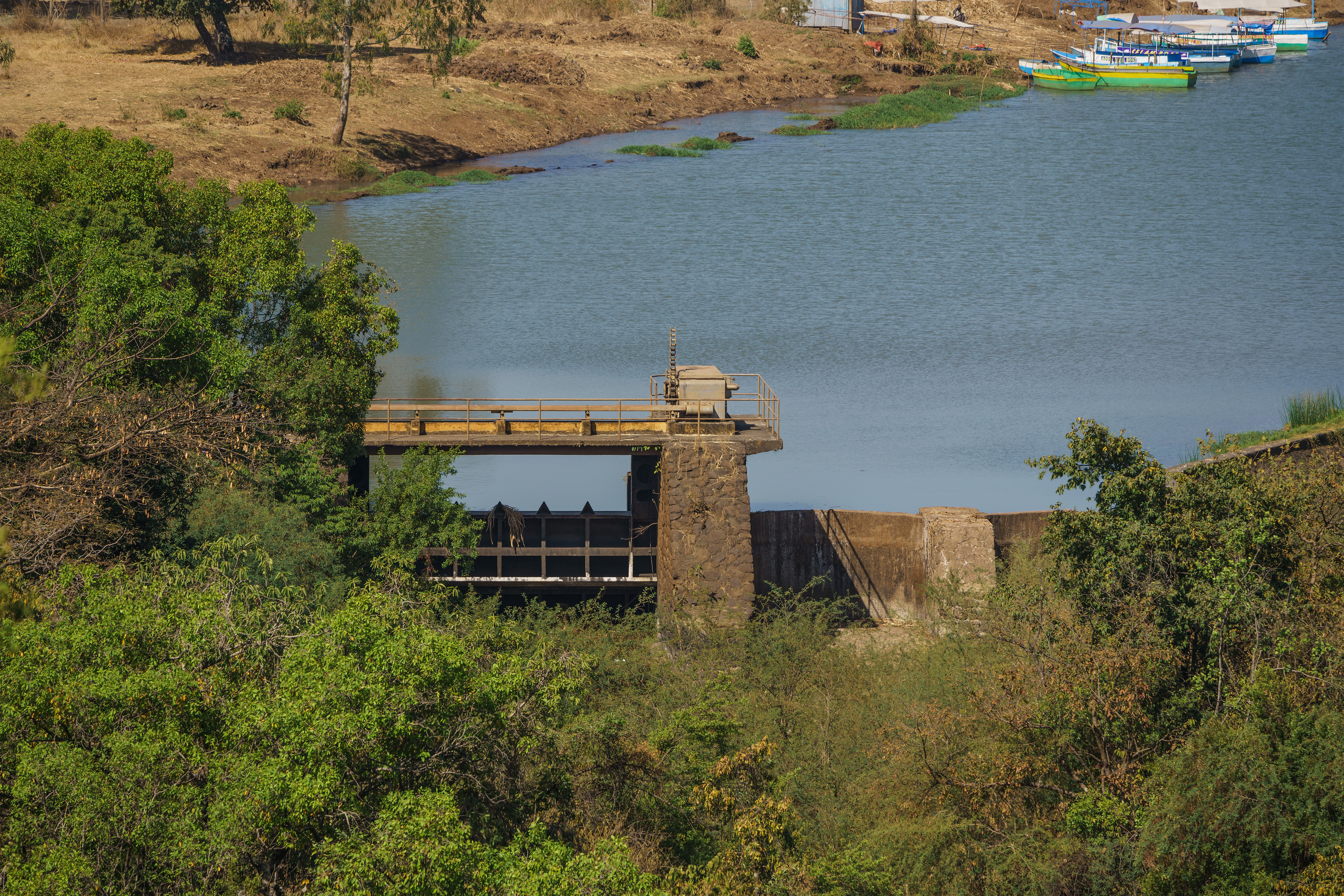
سد محطة لتوليد الطاقة الكهرومائية بالقرب من شلالات النيل الأزرق

## الإمداد الكهربائي

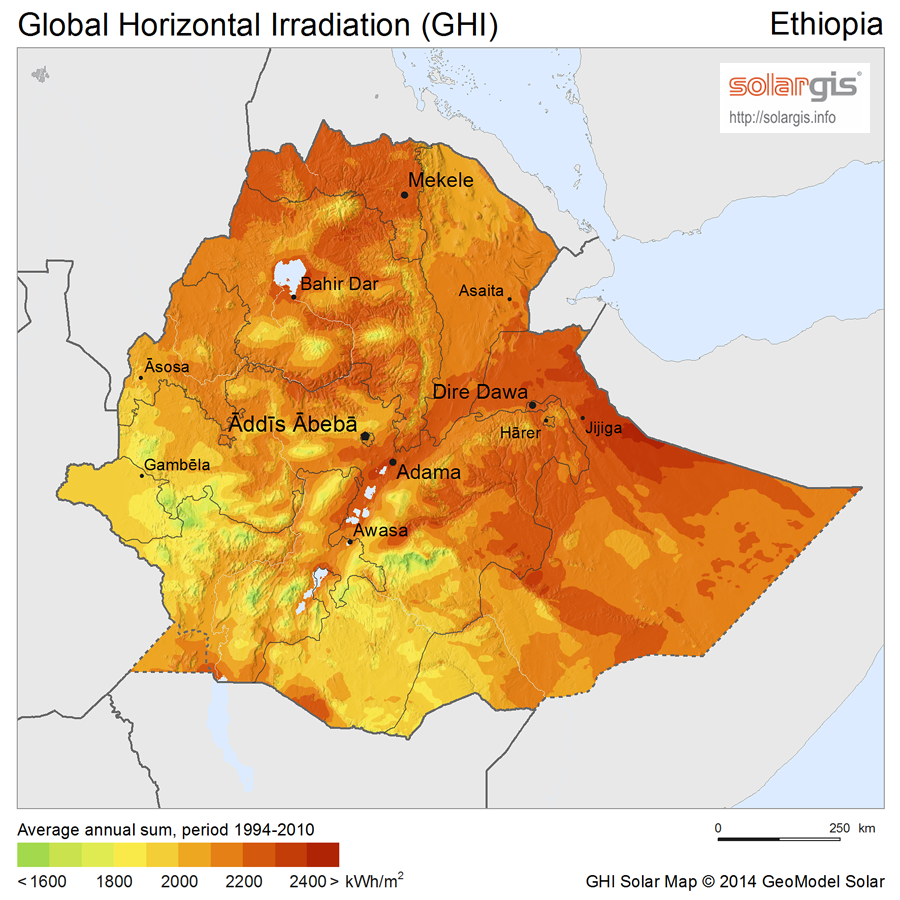
إمكانات الطاقة الشمسية

في عام 2011، كان أكثر من 96٪ من الكهرباء في إثيوبيا من الطاقة الكهرومائية. بدأت الدولة برنامجًا كبيرًا لتوسيع إمدادات الكهرباء في عام 2010 من 2000 ميجاوات إلى 10000ميجاوات. كان يجب أن يتم ذلك بشكل أساسي مع مصادر متجددة. تم تضمين الرياح والطاقة الحرارية الأرضية لتعويض الاختلافات الموسمية في مستويات المياه. تخطط إثيوبيا لتصدير الكهرباء إلى الدول المجاورة، لكن خطوط النقل ستحتاج إلى تحديث وتوسيع.
يتم سد معظم احتياجات الطاقة في إثيوبيا بالوقود الحيوي للطبخ والتدفئة والإضاءة خارج الشبكة. يوفر البترول، بما في ذلك البنزين والديزل والكيروسين، أقل من 7٪ من إمدادات الطاقة في البلاد. يجري الترويج للخلايا الكهروضوئية الشمسية لتحل محل الإضاءة القائمة على الوقود والإمدادات الكهربائية خارج الشبكة مع افتتاح مصنع تجميع الألواح الشمسية في أديس أبابا في أوائل عام 2013. يعيش غالبية سكان إثيوبيا في المناطق الريفية وقليلون منهم يحصلون على الكهرباء. وإثيوبيا تخطط لوضع خالية من الكربون بحلول عام 2025.
تم تحديد هذا الهدف من خلال خطة النمو والتحول الطموحة المكونة من ثلاث مراحل، حيث تسعى إثيوبيا إلى تحويل نفسها إلى اقتصاد حديث بحلول عام 2025. وفقًا لوزارة المياه والطاقة، اعتبارًا من عام 2018، فقط 23٪ من السكان يمكنهم الوصول إلى شبكة الكهرباء. ينخفض هذا الرقم أكثر إلى 10٪ عند الانتقال إلى المناطق الريفية - وهو رقم أقل من متوسط 17٪ الموجود في بقية أنحاء إفريقيا. تواتر الجفاف، والفيضانات، وتقنيات إدارة الأراضي السيئة، والتزايد السريع في عدد السكان، كلها عوامل زادت من خطورة الأوضاع. اعتبارًا من عام 2018، أطلقت إثيوبيا البرنامج الوطني للكهرباء الذي يهدف إلى توصيل 65٪ من السكان بالشبكة بحلول عام 2025.

### الطاقةالكهرومائية
وفرت سدود الطاقة الكهرومائية التي تم بناؤها في إثيوبيا أكثر من 1500 ميجاوات من السعة بحلول عام 2010. تم بناء أكبر أربعة سدود بين عامي 2004 و2010. أضاف جلجل جيب الثالث 1870 ميغاواط في عام 2016.
سيكون سد النهضة الإثيوبي الكبير (GERD) أحد أكبر سدود الطاقة الكهرومائية في إفريقيا ومن بين أكبر السدود في العالم. عند اكتمالها، ستكون قادرة على توليد 6450 ميجاوات، أي ما يقرب من ثلاثة أضعاف القدرة الوطنية الكاملة لإثيوبيا مقارنة بعام 2010.
يمكن العثور على أكثر من 70٪ من موارد المياه العذبة التي يمكن لإثيوبيا الوصول إليها في حوض نهر النيل الأزرق. هنا، تزود ثلاثة أنظمة نهرية، وهي النيل الأزرق (44٪)، ونهر أكوبو (20٪)، ونهر سيتيت (6٪) البلاد بموارد مائية حيوية. تخطط حكومة إثيوبيا للاستفادة من هذه التكنولوجيا خمسة أضعاف في السنوات القادمة. وقد أعربت مصر عن مخاوفها من انتهاك هذه السدود لحقوقها المائية، لكن إثيوبيا ليس لديها اتفاقية مائية مع مصر.

### طاقة الرياح
خطط إثيوبيا هي 800 ميغاواط من طاقة الرياح. ونظرًا لأن موسم الجفاف هو أيضًا موسم الرياح، فإن طاقة الرياح تعد مكملًا جيدًا للطاقة الكهرومائية. استفادت إثيوبيا من إنشاء ودعم نظامين كبيرين لطاقة الرياح. في أكتوبر 2013، بدأت أكبر مزرعة رياح في القارة، مصانع أداما، في تجميع الطاقة في إثيوبيا. تبلغ قدرة محطة أداما 1 على إنتاج 51 ميجاوات بينما تبلغ قدرة محطة أداما 2 على توليد 51 ميجاوات. ومن المزرعة الأخرى الجديرة بالذكر مزرعة الرياح أشجودا التي تنتج معًا ما يقرب من 120 ميجاوات من الكهرباء.  قدرت شركة هيدرو الصينية إجمالي إمكانات طاقة الرياح بما يصل إلى 1.3 مليون ميجاوات.

### الحرارة الأرضية
إثيوبيا لديها مصنع واحد للطاقة الحرارية الأرضية، 7 ميغاواط من مصنع ألوتو لانجانو التجريبي للطاقة الحرارية الأرضية. ووسعت إلى 70 ميغاواط في عام 2015.
تخطط إثيوبيا لبناء محطات طاقة حرارية أرضية لتعويض القيود المفروضة على إنتاج الطاقة بواسطة النباتات المائية بسبب التباين الموسمي في المياه. أبرمت شركة ريكيافيك الأمريكية الأيسلندية للطاقة الحرارية الأرضية اتفاقية لتطوير مزرعة طاقة حرارية جوفية بقدرة 1000 ميجاوات. سيتم الانتهاء من أول 500 ميغاواط بحلول عام 2018.
وجدت دراسة مولتها شبكة معارف المناخ والتنمية أن النهج الإثيوبي لتنمية الطاقة الحرارية الأرضية يركز قليلاً على إشراك القطاع الخاص في التخفيف من المخاطر ويفشل في بناء القدرات اللازمة لتدفقات تمويل كبير للقطاع الخاص. وجدت الدراسة أن المؤسسات الدولية والمتعددة الأطراف والثنائية يجب أن:
- دعم المساعدة الفنية وبناء القدرات، والتي تأخذ في الاعتبار احتياجات جميع أصحاب المصلحة المعنيين المشاركين في سياقات بلد وسوق محددة.
- توفير التمويل الميسر المستهدف من خلال مراعاة جميع أدوات تخفيف المخاطر الممكنة أثناء تطوير المشروع، ومن خلال تصور نفوذ التمويل الخاص في أقرب وقت ممكن.
- استخدم أدوات التأمين لاستهداف مخاطر محددة ومحددة جيدًا: يمكن أن يوفر هذا نسب عالية جدًا من الرافعة المالية على استخدام الأموال العامة، وحشد رأس مال التأمين في القطاع الخاص.[14]

### الوقود الحيوي
يأتي أكثر من 91٪ من إمدادات الطاقة الأولية في إثيوبيا من الكتلة الحيوية، اعتبارًا من عام 2015 (45.8 من 49.9 مليون طن متري). بالإضافة إلى ذلك، في القطاعات الأخيرة من المجتمع الإثيوبي، يأتي أكثر من 90٪ من الطاقة من الكتلة الحيوية ومن هذه النسبة 99٪ تستهلكها الإقامات المباشرة. غالبًا ما تأتي في شكل منتجات حيوانية وغابات، يتم استخدام الموارد الطبيعية والكتلة الحيوية كمصدر للطاقة المتجددة على نطاق واسع من قبل المساكن المباشرة والقطاع النهائي. بمرور الوقت تقلصت غابات إثيوبيا من تغطية 35٪ من البلاد في مطلع القرن العشرين إلى أقل من 15٪ حاليًا. يمكن أن تعزى هذه الخسارة في المقام الأول إلى النمو السكاني. وضعت الدولة إستراتيجية تدعى مشروع جرد الكتلة الحيوية الخشبية والتخطيط الاستراتيجي لمحاولة مكافحة التدهور الملحوظ للغطاء النباتي ومعالجة نقص الموارد للاحتياجات الصناعية والطاقة في المستقبل. اعتبارًا من عام 2008، اعتمد 85٪ من سكان إثيوبيا بشكل شبه حصري على نوعين من وقود الكتلة الحيوية للطهي: الكتلة الحيوية الخشبية والروث. تم ربط مثل هذا الاعتماد على الوقود المدعوم من الكتلة الحيوية بأكثر من 72400 تلوث للهواء الداخلي تسبب في وفيات تحدث سنويًا في إثيوبيا. تخطط الحكومة لتوزيع 9 ملايين موقد أكثر كفاءة بحلول عام 2015 لتقليل استخدام الأخشاب مع تحسين جودة الهواء وخفض ثاني أكسيد الكربون.

## الصادرات
نظرًا لأن إثيوبيا تنتج طاقة أكثر مما تستهلك، فقد أصبحت مصدرًا إقليميًا للطاقة. في عام 2015، باعت الكهرباء إلى كينيا والسودان وجيبوتي ولديها عقود مستقبلية لبيع الطاقة إلى تنزانيا ورواندا وجنوب السودان واليمن. سيقوم مجمع الطاقة في شرق إفريقيا بتوسيع خطوط النقل لجعل ذلك ممكناً. الصادرات إلى مصر والسودان ممكنة بعد الانتهاء من سد النهضة الإثيوبي الكبير.